# Xã Cleveland, Quận Lyon, Iowa
Xã Cleveland (tiếng Anh: Cleveland Township) là một xã thuộc quận Lyon, tiểu bang Iowa, Hoa Kỳ. Năm 2010, dân số của xã này là 392 người.